# Scherpenisse
Scherpenisse is een dorp in de gemeente Tholen in de Nederlandse provincie Zeeland. Het dorp telde in 2023 1.870 inwoners. Scherpenisse vormde tot 1971 een zelfstandige gemeente waartoe ook Westkerke en Gorishoek behoorden. Scherpenisse ligt westelijk van Poortvliet en oostelijk van Sint-Maartensdijk.

## Geschiedenis
De naam Scherpenisse wordt in 1203 voor het eerst vermeld als Scarpenesse. Hierbij is "nisse" een ander woord voor landtong, "scherpe" betekent scherp, afgeleid van het Germaanse woord skarpa: een langgerekt in het water uitstekend stuk grond. Het valt echter niet uit te sluiten dat Scarpe de naam van een persoon was.
Scherpenisse was een van de vijf eilanden die samen het eiland Tholen zouden vormen. Het dorp ontstond bij een afgedamde zijgeul van de Oosterschelde. Door overstromingen en dijkvallen heeft men tussen 1623 en 1826 ongeveer 250 hectare grond aan de zee moeten prijsgeven, en is de zeedijk ongeveer 500 meter opgeschoven, Het restant van de eerdere dijk is nog altijd zichtbaar bij het lichtbaken aan Gorishoek.
In 1816 wordt de gemeente Westkerke opgeheven en bij Scherpenisse gevoegd.
Als gevolg van de watersnood van 1953, waarbij Scherpenisse gespaard bleef, is de Pluimpot waarover het dorp via water te bereiken was, in 1957 bij Gorishoek afgedamd.

## Vlag
De vlag bestaat uit zeven blauwe en witte banen met in de broektop het gemeentewapen. De vlag is vermoedelijk in 1938 in gebruik genomen maar nooit officieel vastgesteld als gemeentevlag.

## Kerkelijk
Scherpenisse heeft over het algemeen een behoudende, grotendeels protestants-christelijke, signatuur. Bij de Tweede Kamerverkiezingen van 2017 behaalde de SGP 47,4 % van de stemmen in stembureau Sassegrave, het enige stembureau in het dorp. De op één na meest gekozen partij was de PVV met 10,2 %.
In Scherpenisse zijn drie kerkelijke gemeenten:
- Gereformeerde Gemeente. In de kerkdiensten wordt in deze gemeente gezongen uit de psalmberijming van Petrus Datheen. Dit in tegenstelling tot het gros van de Gereformeerde Gemeenten, waar gezongen wordt uit de psalmberijming van 1773.
- De Hervormde Gemeente te Scherpenisse behorende tot de Gereformeerde Bond binnen de Protestantse Kerk in Nederland. Deze gemeente komt samen in de 15e-eeuwse Dorpskerk te Scherpenisse.
- Vrije Hervormde Gemeente. Deze gemeente ontstond in 1996, doordat de predikant van de Hervormde Gemeente te Scherpenisse, J. van der Sleen met een aantal gemeenteleden zich onttrok aan de Nederlandse Hervormde Kerk.

## Bezienswaardigheden

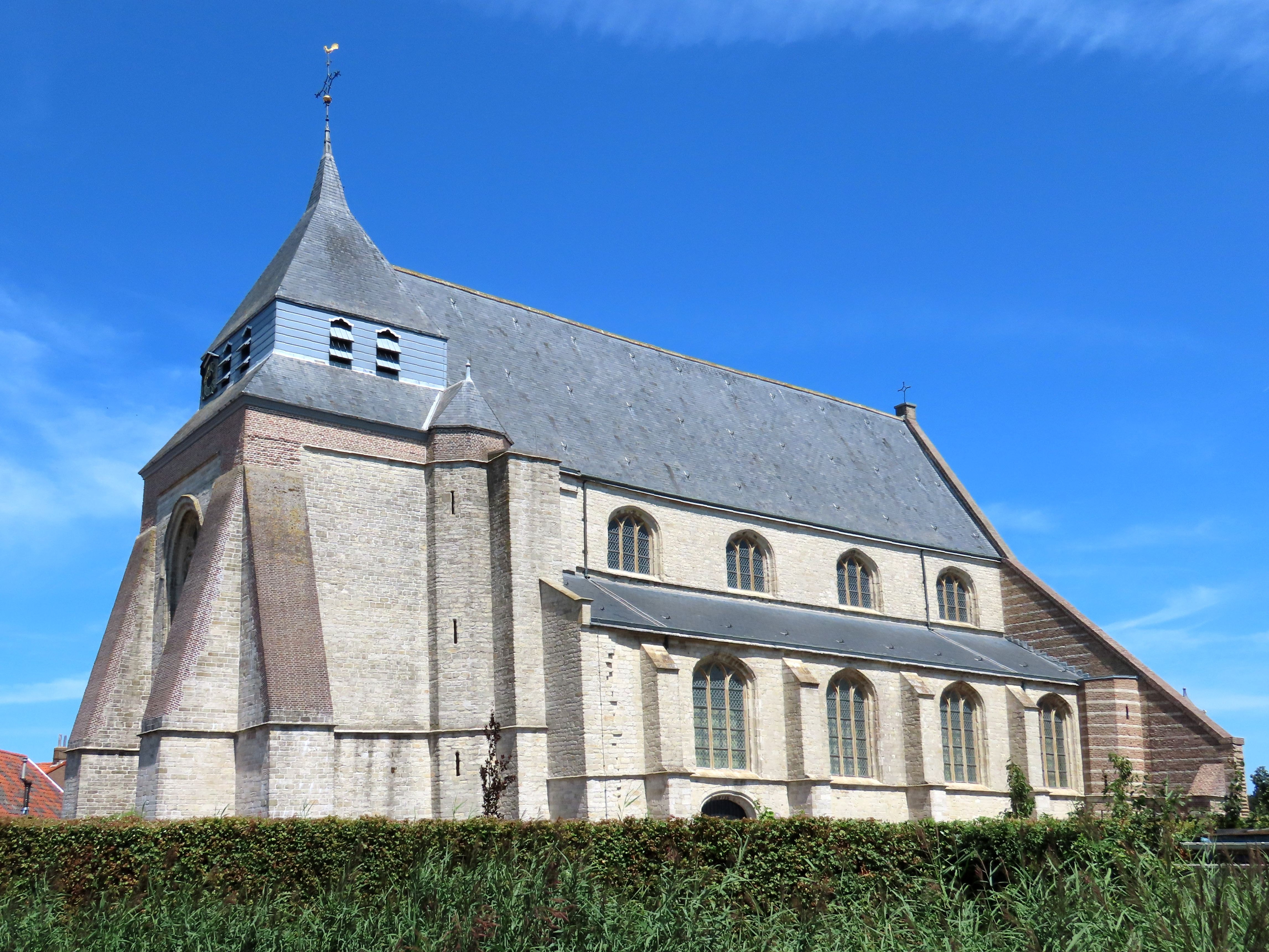
De 15e eeuwse Hervormde Kerk te Scherpenisse

- De 15e eeuwse Hervormde Kerk te Scherpenisse De Hervormde kerk, of Dorpskerk, in late Brabantse gotiekstijl stamt uit de 15e en 16e eeuw en was oorspronkelijk gewijd aan de maagd Maria. Van wat van 1462 tot 1753 een indrukwekkende kruisbasiliek was, is sindsdien alleen de toren en het schip overgebleven. Waarschijnlijk doordat tijdens de bouw de toren begon te zakken, heeft deze nooit de oorspronkelijk bedoelde hoogte gekregen. In de Dorpskerk zijn diverse oude elementen te zien. Ook bezit deze kerk een fraai orgel.
- Korenmolen De Korenbloem is gebouwd in 1872.
- Blikvanger in het dorp is de, 51 meter hoge, watertoren uit 1922.
- Het oude kerkhof is gelegen rond de oude dorpskerk. Achter het oude kerkhof is in 1926 de huidige, algemene, begraafplaats aangelegd. Op het oude kerkhof dateren de oudste graven van eind 1800 en begin 1900. Aan de achterzijde van de dorpskerk is bijvoorbeeld de ranke grafzerk van de voormalig burgemeester van Scherpenisse, Cornelis David Bolier († 1905) te vinden. Aan de andere zijde van de kerk is op het oude kerkhof een aaneengesloten rij graven van de familie Kleppe te vinden. Hier is o.a. ook de burgemeester van Scherpenisse, Dingenus Kleppe (1865-1920) begraven.
- De kerk van de Gereformeerde Gemeente aan de Schoolstraat is een modern gebouw met dakruiter, gebouwd rond 1980 naast de oude kerk uit circa 1880, die nu als verenigingsgebouw in gebruik is en vroeger als kolenschuur dienstdeed.

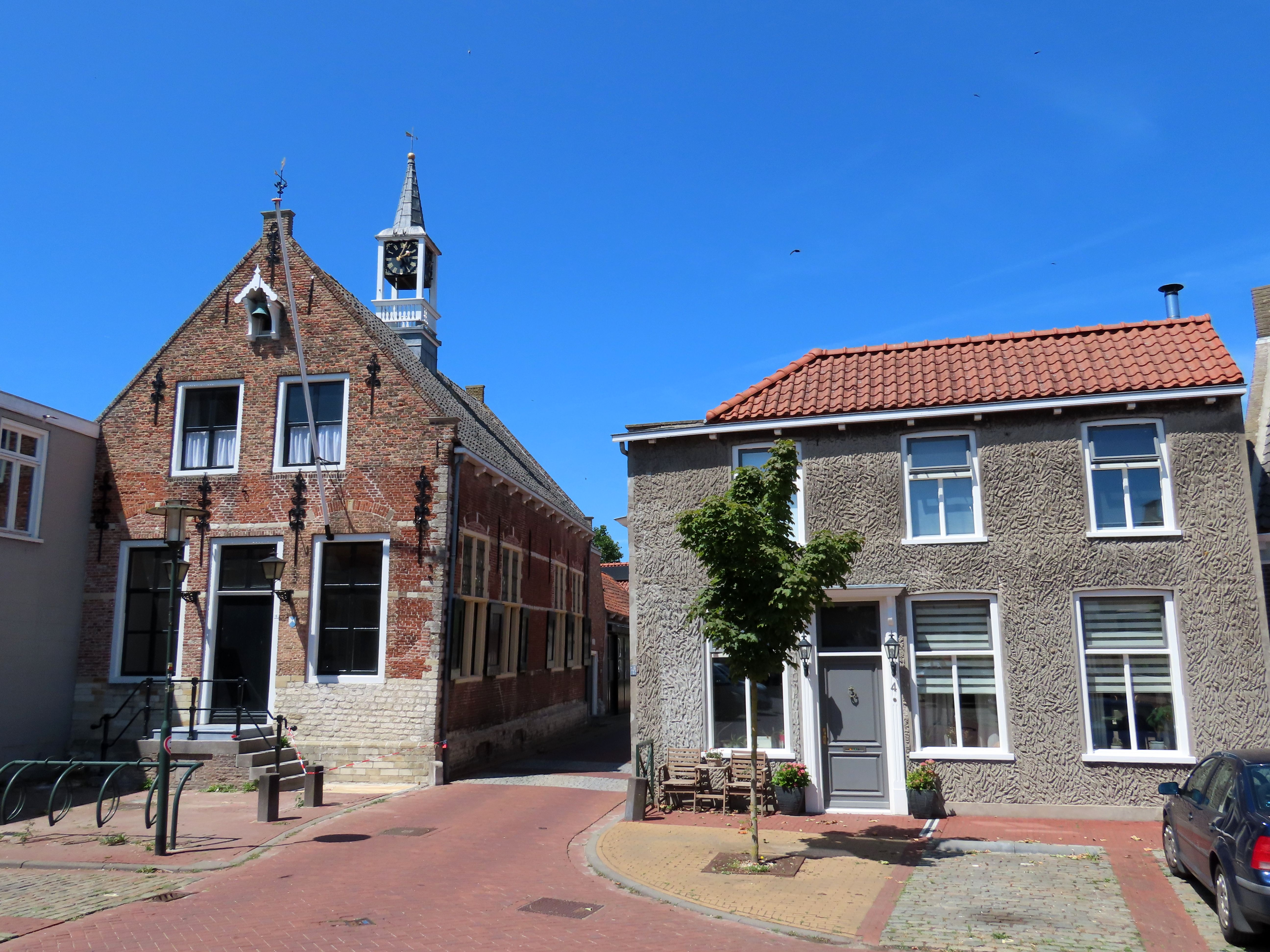
Voormalige Raadhuis van Scherpenisse met torentje, 1594

- Voormalige Raadhuis van Scherpenisse met torentje, 1594 Het voormalig raadhuis aan de Hoge Markt, is een diep en onderkelderd pand met overhuifd gevelklokje en een dakruiter met wijzerplaten. Dit raadhuis is gebouwd in de stijl van het maniërisme en kwam in 1594 tot stand dankzij een gift van Maria van Nassau. De plint, de hoekblokken en de kruisvensters in de zijgevel zijn van natuursteen. In 1847 heeft men de trapgevels en de bovenverdieping afgebroken, evenals de bovenkant van de traptoren aan de achterzijde. Uit die tijd dateren het bordes en de dakruiter. Bij de restauratie van 1981-'82 zijn de kruisvensters in de zijgevel gereconstrueerd en is de traptoren gedeeltelijk herbouwd. De vensters in de voorgevel hebben hun 19de-eeuwse vorm behouden.[4]

## Geboren
- Kees Slager (1938), journalist, schrijver, politicus